# Vladimír Kinier
Vladimír Kinier (* 6. dubna 1958, Žilina) je bývalý slovenský fotbalový obránce, československý reprezentant.

## Klubová kariéra
V československé lize hrál především za Žilinu (v letech 1979–1984 a 1985–1988). V letech 1984–1985 hrál za Duklu Bánská Bystrica v rámci povinné vojenské služby. Léta 1988–1990 strávil v dresu Slovanu Bratislava. V lize odehrál 230 zápasů, vstřelil 9 branek. Závěr kariéry strávil ve francouzském FC Bourges (1990–1994).

## Reprezentace
V československé reprezentaci odehrál 10 zápasů s bilancí 5 výher, 1 remíza a 4 prohry, gól nevstřelil.
Debutoval 28. března 1984 v přátelském utkání v Erfurtu proti NDR, který Československo prohrálo 1:2. Zúčastnil se mistrovství světa 1990 v Itálii, kde se Československo dostalo až do čtvrtfinále turnaje, v němž podlehlo pozdějšímu vítězi Západnímu Německu 0:1. Kinier odehrál celé utkání základní skupiny proti Itálii, které ČSFR prohrála 0:2. Byl to zároveň i jeho poslední zápas v národním dresu.